# دبلویس فلایت استریپ
دبلویس فلایت استریپ (به انگلیسی: Deblois Flight Strip) یک فرودگاه همگانی بهره‌برداری هوایی است که یک باند فرود آسفالت دارد و طول باند آن ۱۰۷۳ متر است. این فرودگاه در کشور ایالات متحده آمریکا قرار دارد و در ارتفاع ۶۶ متری از سطح دریا واقع شده‌است.